# Nesopelops laensis
Nesopelops laensis är en kvalsterart som först beskrevs av Balogh 1970.  Nesopelops laensis ingår i släktet Nesopelops och familjen Phenopelopidae. Inga underarter finns listade i Catalogue of Life.